# Епархия Лугази
Епархия Лугази (лат. Dioecesis Lugasiensis) — епархия Римско-Католической Церкви с центром в городе Лугази, Уганда. Епархия Лугази входит в митрополию Кампалы. Кафедральным собором епархии является церковь Пресвятой Девы Марии Царицы Мира в городе Лугази.

## История
30 ноября 1996 года Папа Римский Иоанн Павел II издал буллу Quando ad aeternam, которой учредил епархию Лугази, выделив её из архиепархии Кампалы.

## Ординарии епархии
- епископ Matthias Ssekamaanya (30.11.1996 — 4.11.2014);
- епископ Christopher Kakooza (4.11.2014 — по настоящее время).